# 原始、女は太陽だった
「原始、女は太陽だった」（げんし、おんなはたいようだった）は、日本の歌手中森明菜の楽曲。この楽曲は中森の31枚目のシングルとして、1995年6月21日にMCAビクターよりリリースされた（8cmCD：MVDD-10014）。

## 背景
「原始、女は太陽だった」は、1995年7月21日発売のスタジオ・アルバム『la alteración』からの先行シングルとして、1995年6月21日にCDシングル (8cmCD: MVDD-10014)で発売された。ボーカルとアレンジをアルバム用に新録したこの楽曲のアルバム・バージョンが『la alteración』に収録されている。この楽曲は、及川眠子の作詞とMASAKIによる作曲で、岩崎文紀がアレンジを手掛けた。作曲担当のMASAKIとは、真崎修の別名である。中森はこの楽曲について、「このところ静かめの曲が多かったので、夏に向けてノリノリに歌ってみたいなと思って。中森らしいなと言ってもらえるとうれしいですけど」とコメントしている。この楽曲はミュージック・ビデオも制作され、2008年2月リリースの中森のベスト・アルバム『歌姫伝説 〜90's BEST〜』に収録された。
シングル盤「原始、女は太陽だった」の2曲目として発表された「綺麗」は、夏野芹子の作詞と清岡千穂による作曲に、「原始、女は太陽だった」に続いて岩崎が編曲を手掛けた楽曲である。

## 批評
「原始、女は太陽だった」について、『MUSIC GUIDE』のたてやまノブヨは「夏色に満ちたネオ・ファンカ・ラティーナのサウンドに、彼女の本領発揮ともいえるしなやかでダイナミックなヴォーカルが泳ぐように突き進んでくるハイ・テンションなラテン系アップ・ナンバー。」と批評した。『ザテレビジョン』では、本曲はポジティブに生きる女性を歌っており、楽曲の音楽性については、「ストリングス」、「アコーディオン」、「エレキ・ヴァイオリン」などを採り入れた「無国籍サウンド」と指摘している。また、この楽曲のジャンルについて『WHAT's IN?』の音楽評論家の石井理恵子と『MUSIC GUIDE』のたてやまは、「ファンカ・ラティーナ」、「ネオ・ファンカ・ラティーナ」とそれぞれ指摘した。

## チャート成績
この楽曲は、オリコン週間シングルチャートの1995年7月3日付で、最高順位15位を記録した。同チャートには、計5週に渡ってランクインしている。

## 収録曲
| 全編曲: 岩崎文紀。 |                                            |           |           |       |
| #                  | タイトル                                   | 作詞      | 作曲      | 時間  |
| 1.                 | 「原始、女は太陽だった」                   | 及川眠子  | MASAKI    | 4:46  |
| 2.                 | 「綺麗」                                   | 夏野芹子  | 清岡千穂  | 4:09  |
| 3.                 | 「原始、女は太陽だった」(Original Karaoke) |           |           | 4:46  |
| 4.                 | 「綺麗」(Original Karaoke)                 |           |           | 4:09  |
| 合計時間:          | 合計時間:                                  | 合計時間: | 合計時間: | 18:10 |

## 収録アルバム
- 『la alteración+4』[11]
- 『歌姫伝説 〜90's BEST〜』[8][12]